# Tadej Rems
Tadej Rems, slovenski nogometaš, * 31. julij 1993, Ljubljana.
Rems je profesionalni nogometaš, ki igra na položaju branilca. Od leta 2019 je član slovenskega kluba Dob. Ped tem je igral za slovenske klube Domžale, Zarica Kranj, Radomlje in Ilirija 1911. Skupno je v prvi slovenski ligi odigral 41 tekem, v drugi slovenski ligi pa več kot 120. Leta 2012 je odigral štiri tekme za slovensko reprezentanco do 19 let.